# Vesta (planetka)
(4) Vesta je planetka obíhající v hlavním pásu planetek a je co do rozměru třetím největším tělesem této kategorie, co se týče hmotnosti dokonce druhým nejhmotnějším. Jako jediná z planetek může být za mimořádně příznivých okolností viditelná na noční obloze pouhým okem. Podle charakteru oběžné dráhy patří do skupiny I v hlavním pásu. Současně je mateřským tělesem rodiny vestoidů.

## Historie
Planetku objevil 29. března 1807 v Brémách německý astronom H. W. Olbers. V té době byla ještě považována za planetu a dostala dokonce i grafický symbol (viz vlevo). Ani objev další planetky (5) Astraea o 38 let později na tom nic nezměnil; teprve v 50. letech 19. století, kdy objevů planetek kvapem přibývalo, začala být spolu s ostatními podobnými tělesy považována za pouhou planetku.

## Popis objektu

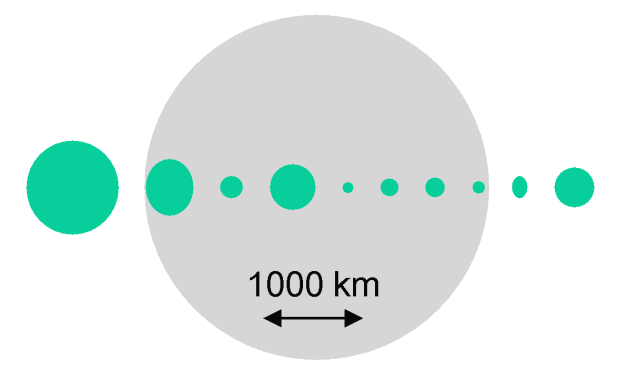
Srovnání velikosti Měsíce s prvními deseti planetkami. Vesta je čtvrtá zleva.

Planetka Vesta patří vzhledem ke své velikosti a relativní blízkosti k Zemi k nejlépe prozkoumaným objektům pásu planetek. Na rozdíl od většiny planetek má velmi vysoké albedo (0,423), což způsobuje, že při blízké opozici, kdy se může přiblížit k Zemi až na 1,14 astronomických jednotek (AU), může dosáhnout maximální možné zdánlivé hvězdné velikosti 5,5m. Díky tomu je výjimečně na hranici viditelnosti pouhým okem.
Co do velikosti a hmotnosti je největší planetkou ve vnitřní části hlavního pásu planetek, mezi drahou Marsu a Kirkwoodovou mezerou ve vzdálenosti 2,50 AU od Slunce.
Vesta rotuje poměrně rychle kolem své osy; rotační perioda je 5 h 20 min 31 s.

### Vzhled planetky
Tvarově se díky rozměrům a hmotnosti dostala do isostáze a její tvar se blíží trojosému elipsoidu. Její rozměry a tvar byly v minulosti zjišťovány na základě zákrytů hvězd tímto tělesem. Podrobné znalosti o vzhledu, včetně rozlišení povrchových útvarů, přinesly až Hubbleův vesmírný dalekohled a nejmodernější pozemní dalekohledy, jako např. Keckův dalekohled na Havajských ostrovech.

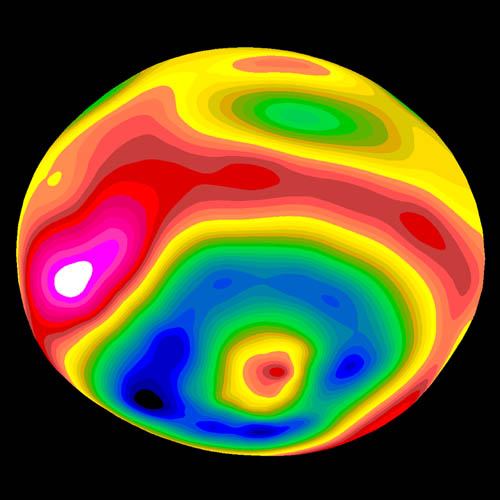
Výškový profil Vesty při pohledu od jižního pólu. Černá = nejnižší, bílá = nejvyšší (HST, 1996)

Nejdéle známým útvarem na povrchu Vesty je velká tmavá oblast o velikosti přibližně 200 km, lišící se od svého okolí významně nižší albedem. Byla na počest objevitele planetky nazvána Olbers. Její geometrický střed slouží jako referenční bod počátku vestografických souřadnic (0° vestografické délky).
Nejvýznamnějším povrchovým útvarem však je obří impaktní kráter Rheasilvia poblíž jižního pólu planetky, který patří s průměrem asi 505 km k největším v celé Sluneční soustavě. Jeho dno se nachází asi 13 km pod úrovní okolního terénu, zatímco jeho valy okolí převyšují o 4 až 12 km, tedy maximální převýšení činí až 25 km. Středový vrcholek se tyčí do výše 22,5 km nad dnem kráteru. Vzhledem k tomu, že nebyl dopady meteoroidů výrazně pozměněn, odhaduje se, že není starší ne 1 miliarda let. Dopad tělesa, kterým byl kráter vytvořen, vymrštil do prostoru asi 1 % materiálu Vesty. Tyto horniny se staly materiálem, z něhož vznikla tělesa Vestiny rodiny, zvané vestoidy a meteoroidy, které na Zemi známe jako HED meteority. Díky jejich analýze máme dobré znalosti o chemii, mineralogii a geologii Vesty. Na povrchu planetky byla identifikována řada dalších kráterů o průměru kolem 150 km a hloubce až 7 km.
Polokoule Vesty se od sebe podstatně liší. Z analýzy snímků, pořízených Hubbleovým kosmickým dalekohledem vyplývá, že východní polokoule je pokryta světlejším materiálem, regolitem a vykazuje velké množství kráterů, zasahujících do hlubších vrstev vyvřelých hornin; jistým způsobem je obdobou „horských“ oblastí na našem Měsíci. Západní polokoule má nižší albedo a připomíná měsíční „moře“; je pravděpodobně tvořena výlevnými bazalty.

### Geologie planetky

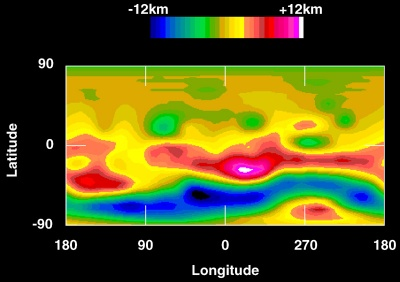
Výšková mapa Vesty (HST, 1996)

Předpokládá se, že Vesta má díky proběhlé diferenciaci kovové jádro ze železa a niklu, ukryté v olivínovém plášti. Nejvyšší vrstvu tvoří povrchová kůra, kterou směrem do hloubky tvoří čtyři základní vrstvy:
- litifikovaný (zpevněný) regolit, z něhož pocházejí howardity a brekciové eukrity. Podle japonských astronomů jsou v regolitu obsaženy i hydratované nebo hydroxylované minerály;
- bazaltové lávové výlevy, z nichž pocházejí nekumulované eukrity;
- plutonické horniny vzniklé z magmatu tvořené pyroxeny, pigeonity a plagioklasy, z nichž pocházejí kumulované eukrity;
- plutonické horniny, bohaté na ortopyroxeny ve velkých zrnech, z nichž pocházejí diogenity.

Podle nejnovějších teorií vývoj Vesty, zahájený před 4,75 miliardami let, pravděpodobně probíhal následujícím způsobem:
- vznik Vesty akrecí byl ukončen během prvních 2 až 3 milionů let její existence;
- úplné, nebo téměř úplné roztavení nitra planetky v důsledku tepla vznikajícího radioaktivním rozpadem 26Al, vedoucí k oddělení a vzniku kovového jádra, v době 4 až 5 milionů let po vzniku planetky;
- postupná krystalizace hornin v roztaveném plášti se silnými konvektivními proudy; konvekce (proudění) ustala, když asi 80 % materiálu zkrystalizovalo asi 6 až 7 mil. let po vzniku Vesty;

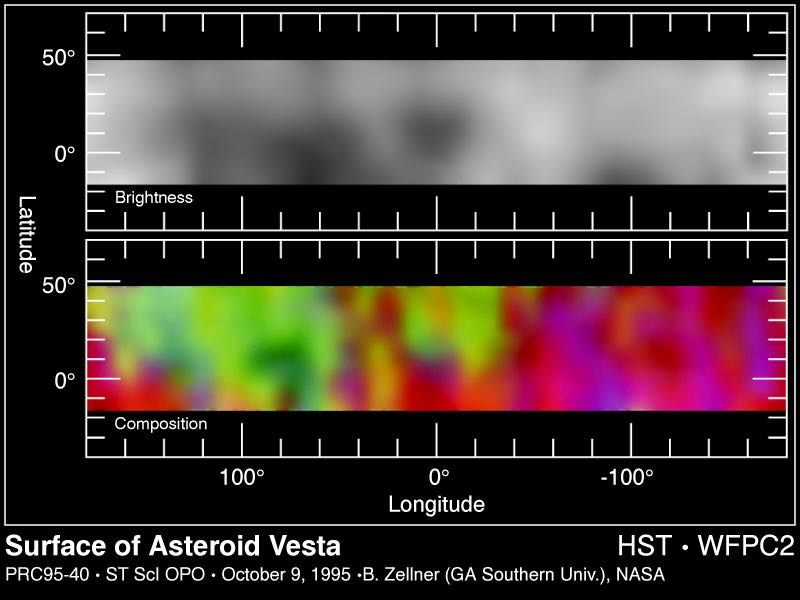
Albedová (nahoře) a spektrální mapa Vesty (HST, 1994)

- extruze (vytlačení) vzhůru zbylého roztaveného materiálu, který vytvořil kůru planetky a to buď formou postupných erupcí bazaltové lávy, nebo krátkodobým vytvořením magmatického oceánu;
- vznik plutonických hornin krystalizací spodních vrstev kůry; starší bazalty metamorfovaly v důsledku tlaku nově vytvořených vyšších vrstev hornin;
- postupné chladnutí nitra planetky.

Zdá se, že Vesta je jedinou planetkou, u níž proběhla tato diferenciace a která se dožila současné doby. Existence sideritů (kovových meteoritů) a achondritů však dokazuje, že musely existovat i jiné planetky, u nichž proběhla podobná diferenciace, ale ty byly následnými srážkami zničeny.
Díky výjimečně vysokému albedu a přítomnosti pyroxenu na jejím povrchu je hlavním představitelem planetek chemické klasifikace třídy V.

## Průzkum planetky

Rotace Vesty

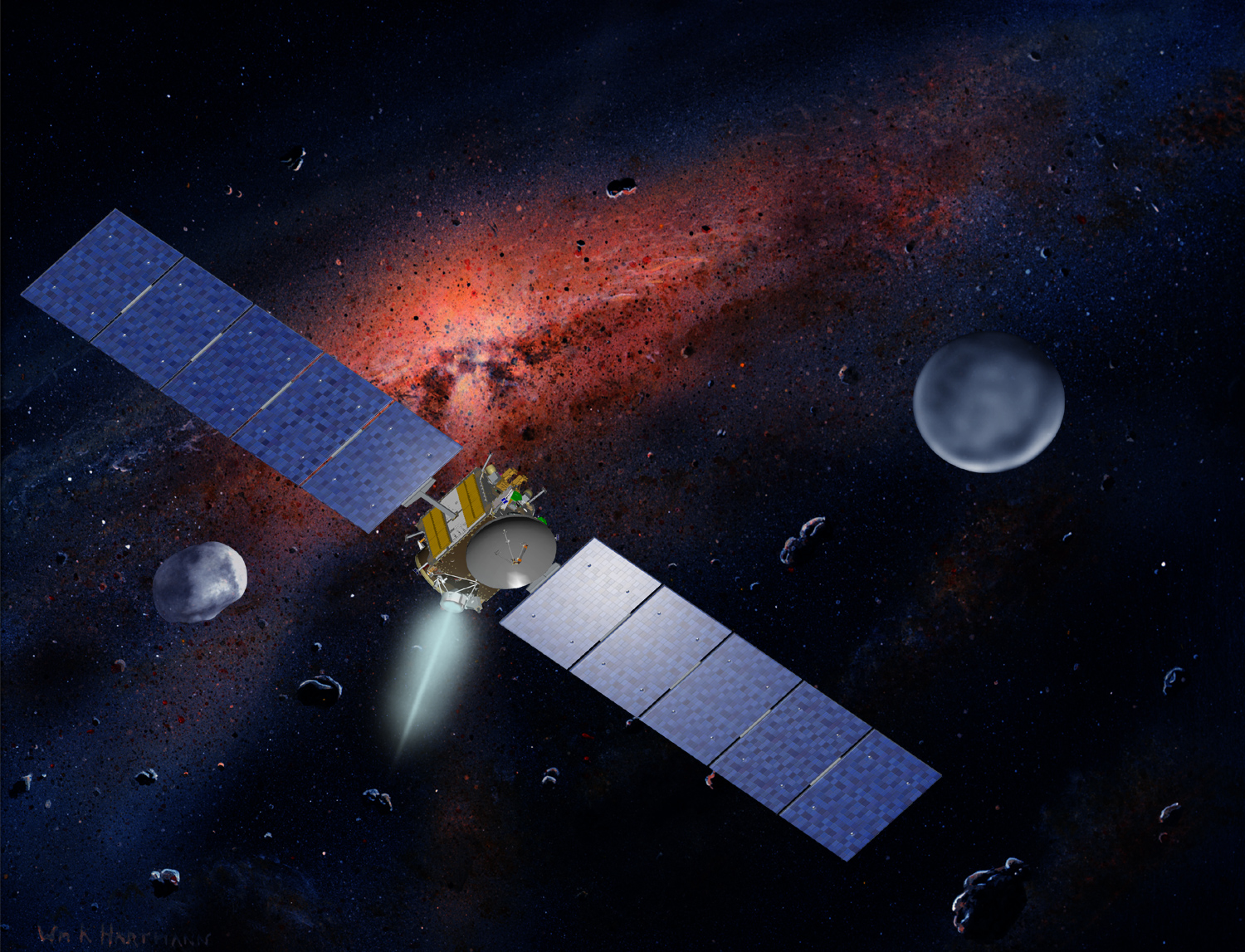
Sonda Dawn s Vestou a Cererou (představa umělce)

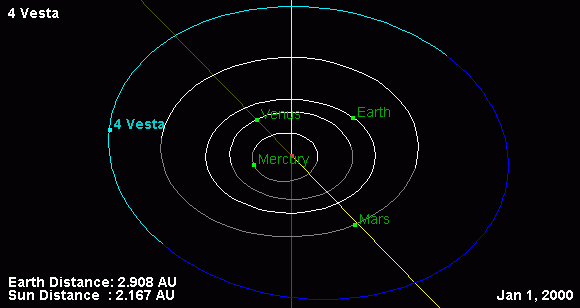
Orbitální dráha Vesty.

27. září 2007 k Vestě odstartovala sonda Dawn a dorazila k ní v září 2011. Výsledkem téměř ročního průzkumu tělesa z oběžné dráhy byl poznatek, že Vesta patří k tělesům z počátečního období formování sluneční soustavy a má mnohem rozmanitější povrch, než se původně předpokládalo. Vesta se podobá mnohem více terestrickým planetám či Měsíci než ostatním planetkám.
Sonda Dawn se v květnu 2012 začala od Vesty odpoutávat. Dalším cílem výzkumu byla trpasličí planeta Ceres.

## Původ jména
Planetka byla pojmenována podle římské bohyně Vesty, ochránkyně ctnosti, čistoty a domácího krbu. Vesta byla také sestrou Cerery podle níž byla pojmenována první z objevených planetek, (1) Ceres. Na žádost objevitele jméno vybral významný německý matematik C. F. Gauss, který vypracoval matematickou metodu, umožňující stanovit elementy dráhy z menšího počtu pozorování, což bylo důležité právě v případě nově objevených planetek.

## Vesta v kultuře
- Vesta je zmíněna v povídce „Marťanský styl“ (anglicky „The Martian Way“) spisovatele Isaaca Asimova.[4]